# پروانه فلزنشان آلویی
فلزنشان آلویی (نام علمی: Abisara echerius) از گونه‌های آسیایی پروانه است. زیستگاه و پراکندگی این گونه در هیمالیا، نپال، پادشاهی بوتان، پونه، بمبئی، سری‌لانکا، میانمار و جمهوری خلق چین می‌باشد.

## نگارخانه

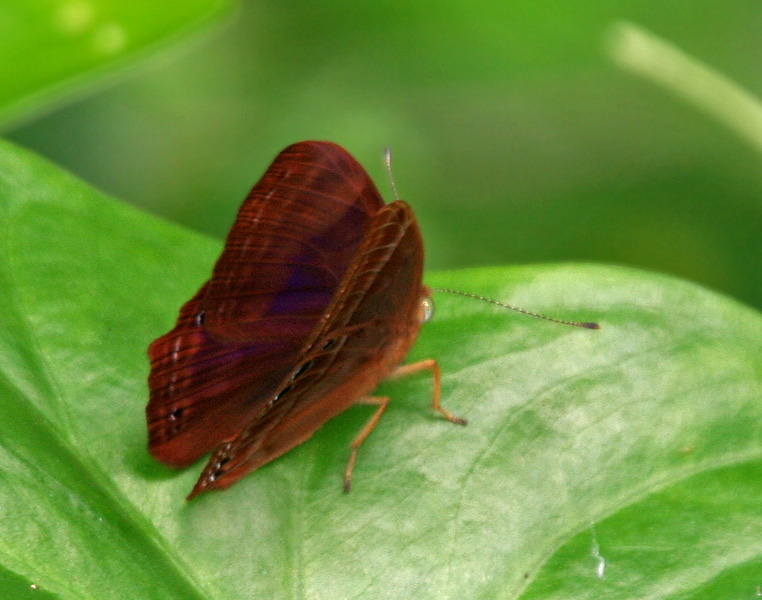
جنس نر: حالت فصل‌های مرطوب در کلکته، بنگال غربی، هند.
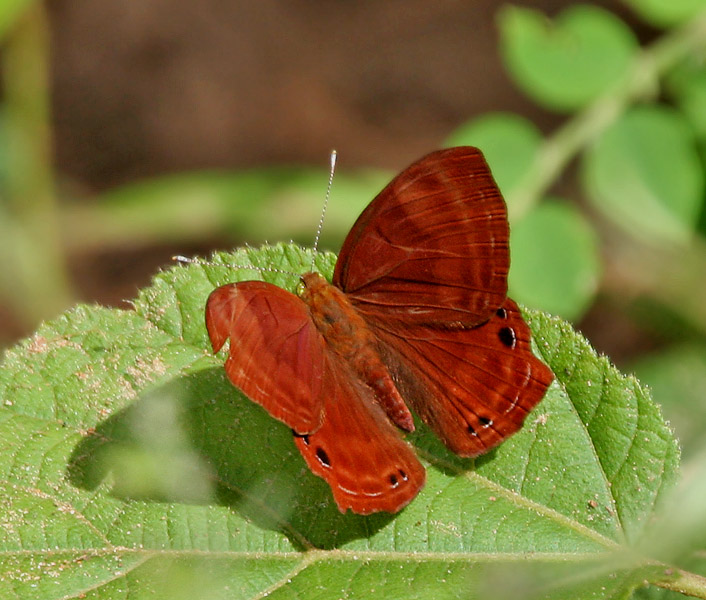
جنس ماده: حالت فصل‌های مرطوب در جنگل تالاکونا، ناحیه چیتور ایالت آندراپرادش.
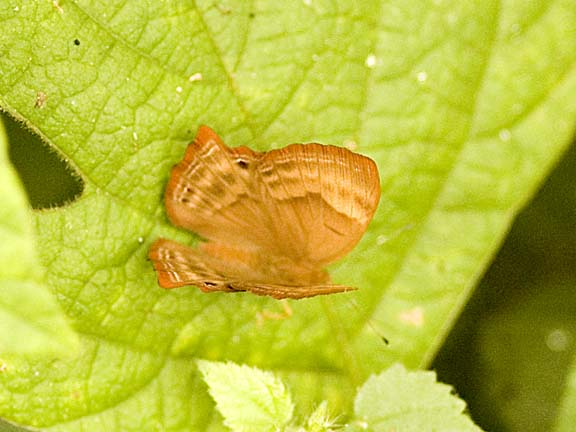
حالت فصل خشک